# Aluwalia
Aluwalia, Ahluwalia ou Ahluvalia désigne un nom de famille porté chez les sikhs membres de la caste Kalal: des brasseurs, commerçants et distillateurs (jati en sanskrit/zat en punjabi). Le mot est dérivé de Jassa Singh Aluwalia (1718-1783), un chef militaire sikh de la caste zat originaire du village de Alu, d'où Aluwalia; le village avait été fondé par un nommé Sadao, lui-même distillateur de vin. Un de ses descendants Babar Singh fut le père de Jassa King Kalal appelé aussi Jassa King Alhuvalia; il a mené les sikhs à de nombreuses victoires à la fin du XVIIIe siècle. Jassa Singh avait fondé un des douze misls, une compagnie militaire qui portait le nom d'Ahluvalia misl; le nom de la compagnie a déteint sur le nom de Jassa Singh.
Aujourd'hui de nombreux sikhs célèbres portent ce nom. Cependant des sikhs de cette caste et de ce groupe ont pris des noms hindous pour rompre avec le lien historique et le Dal Khalsa. L'occupation traditionnelle des membres de ce groupe ne doit pas être suivie car elle est en désaccord avec la morale sikhe envers l'alcool.